# Carcelia rasella
Carcelia rasella là một loài ruồi trong họ Tachinidae.